# Bitė
Bitė ist ein litauischer männlicher Familienname und ein Pseudonym.

## Herkunft
Auf Litauisch bedeutet das Wort bitė 'Biene'.

## Personen
- Gabrielė Petkevičaitė-Bitė (1861–1943), Schriftstellerin
- Romualdas Bitė (* 1944), litauischer Hindernisläufer
- Virginijus Bitė (* 1981), Privatrechtler und Rechtsanwalt, Professor

## Unternehmen
- Bitė Lietuva, Telekommunikationsfirma in Litauen